# Chatka Puchatka
Chatka Puchatka (ang. The House at Pooh Corner) – napisana przez A.A. Milne’a, ilustrowana przez Ernesta Sheparda, powieść dla dzieci, będąca drugą częścią przygód Kubusia Puchatka i innych mieszkańców Stumilowego Lasu. Po raz pierwszy ukazała się w Wielkiej Brytanii w 1928 roku, a w Polsce wydana została 10 lat później w 1938 roku. Z języka angielskiego została przełożona m.in. przez Irenę Tuwim.
W książce po raz pierwszy pojawiła się postać Tygrysa, a także została opisana gra w misie-patysie.